# Vitali Saveliev

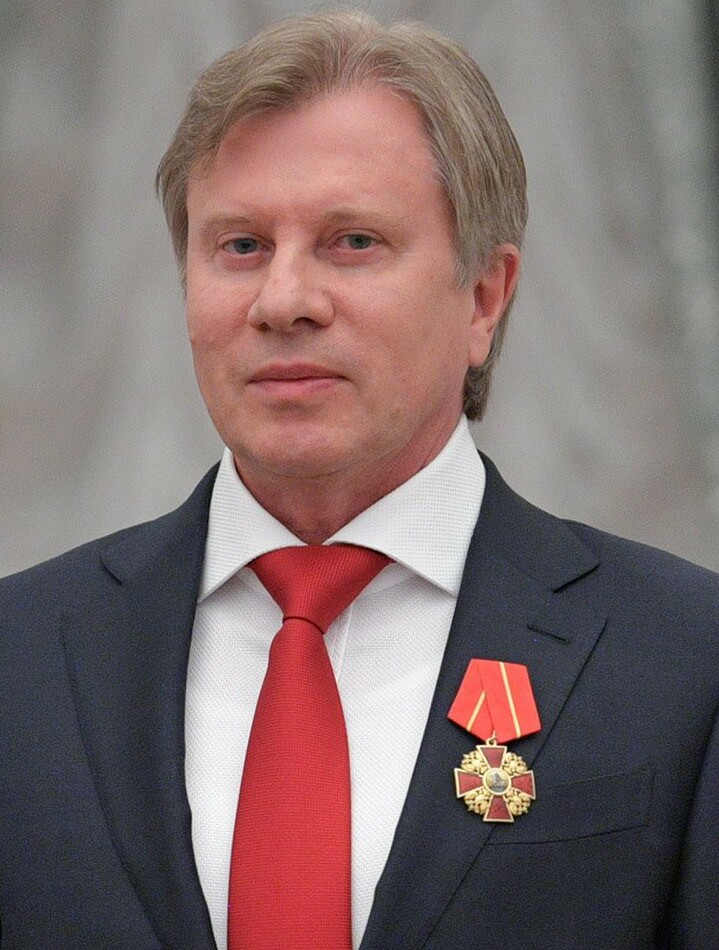
Vitaly Savelyev en 2018.

Vitali Guennadievitch Saveliev (en russe : Виталий Геннадьевич Савельев ; né le 18 janvier 1954 à Tachkent) est un homme d’affaires russe. 
Il est président-directeur général d'Aeroflot, la plus grande compagnie aérienne de Russie, de 2009 à 2020. 

## Biographie

### Formation
Vitali Saveliev est né le 18 janvier 1954 à Tachkent. En 1977, il est diplômé de l'Institut polytechnique de Léningrad (génie mécanique) et d'un doctorat en économie de l'Institut d'ingénierie et d'économie de Léningrad en 1986. 

### Carrière
De 1977 à 1984, Vitali Saveliev travaille au ministère soviétique de l'Énergie sur le chantier de construction du barrage de Saïano-Chouchensk.  
En 1984, il devient directeur adjoint de All-Union SevZapMetallurgMontazh Trust, puis directeur adjoint de la direction générale de GlavLeningradEngStroy en 1987.  
En 1989, il est nommé président de la société russo-américaine DialogInvest JV, puis président du directoire de la Rossiya Bank en 1993. En 1995, il est président du directoire de Menatep.  
Depuis 2001, il est membre du Conseil de l'Association des banques russes. 
En 2001-2002, il devient vice-président du conseil d’administration de OJSC Gazprom. Il est également vice-président de Gros United Company de 2002 à 2004.  
De 2004 à 2007, il est sous-ministre au Ministère du développement économique et du commerce, puis premier vice-président d'AFK Sistema de 2007 à 2009. 
Depuis 2009, il est directeur général d'OJSC Aeroflot - Russian Airlines.
Vitali Saveliev a été président des conseils d'administration du Centre panrusse des expositions, de la Banque de développement russe OJSC, de MTS, de Komstar, de OJSC SMM, de CJSC SkyLink et de Shiam Telelink. 
En 2010, le président russe Vladimir Poutine charge Vitali Saveliev de transformer Aeroflot en premier groupe aérien en Russie. De nombreux transporteurs régionaux sont fusionnés avec Aeroflot. En 2013, il fait d'Aeroflot le sponsor principal de l'équipe de football britannique Manchester United.  
En 2014, il présente la nouvelle compagnie aérienne low-cost Pobeda d'Aeroflot en 2014 et contribue activement à faire évoluer le code de l'aviation de la Russie pour favoriser le développement des activités des compagnies aériennes. 
Depuis juin 2015, il est membre du conseil de l'International Air Transport Association. 
En août 2018, il est réélu PDG d'Aeroflot. 
En 2018, les États-Unis ajoutent Vitali Saveliev à la liste de personnalités proches du Kremlin, principaux agents économiques de la Russie. 

## Vie privée
Saveliev a été boxeur et a atteint le rang de candidat à la maîtrise en sport de l'URSS.  
Il est marié et a deux fils et une fille. 

## Distinctions et récompenses
- Ordre de l'Honneur (fédération de Russie)
- Médaille "En commémoration du 300ème anniversaire de Saint-Pétersbourg"
- Médaille "En commémoration du 1000ème anniversaire de Kazan"
- Lauréat de la catégorie «Leader of the Year» dans la catégorie «Personnalité de l'année 2011» décernée par RosBusinessConsulting (RBC), grand groupe de média russe (2012)[10].